# Emili Grahit i Papell
Emili Grahit i Papell (Girona, 26 d'agost de 1850 – Girona, 10 de març de 1912) fou un polític, historiador i advocat gironí.
Llicenciat en dret administratiu el 1871, Emili Grahit es vinculà en uns temps primerencs als cercles de la Jove Catalunya i els sectors de la Renaixença catalana a Girona. Fou en aquest àmbit intel·lectual que Grahit començà a desenvolupar les seves capacitats d'estudis històrics, amb treballs sobre Francesc Eiximenis i el canonge Francesc Dorca. A poc a poc, anà compaginant l'exercici de l'advocacia amb la recerca i compilació històrica, a més d'una forta promoció cultural i intel·lectual al Girona de la Restauració.
El 1872 fundà amb altres intel·lectuals gironins com Enric Claudi Girbal l'Asociación Literaria de Gerona, principal expressió cultural de la ciutat que organitzà el Certamen Literario de Gerona i començà a publicar el mateix 1876 la Revista de Gerona. Sota aquest moviment cultural s'hi aglutinaren la majoria de membres de la generació de Grahit que, tot i que s'havien format a la Renaixença, havien començat a sortir-ne per nodrir una cultura en castellà, proespanyola i oposada als preceptes catalanistes. En aquest àmbit intel·lectual Grahit desenvolupà tota la seva obra històrica dedicada als setges de Girona, d'on es remarca la monumental Reseña histórica de los sitios de Gerona en 1808 y 1809.
Paral·lelament, Grahit emprengué una curta carrera política que el dugué a l'alcaldia de Girona entre els anys 1887 i 1891, seguint les passes del seu pare Pere Grahit i Vié, que ja havia ocupat anteriorment el càrrec pel partit liberal de Práxedes Mateo Sagasta. Grahit acabà dimitint del seu càrrec per les divergències amb els regidors conservadors i republicans del consistori i el seu veto constant a la gestió de Grahit.